# Nicolás Salmerón
Nicolás Salmerón Alonso (Alhama la Seca, 10 de abril de 1837 o 1838-Pau, 20 de septiembre de 1908) fue un político, abogado y filósofo español, presidente del Poder Ejecutivo de la Primera República durante mes y medio en 1873. Renunció a la presidencia de la Primera República alegando problemas de conciencia ante la firma de unas condenas a muerte. Fue un elocuente orador parlamentario y catedrático de Metafísica en la Universidad Central de Madrid, así como estudioso de las teorías de Krause —krausismo— que inspiraron a la Institución Libre de Enseñanza.

## Biografía
Nació en la localidad almeriense de Alhama la Seca, según la fuente el 10 de abril de 1837 o de 1838. Fue hijo del médico rural Francisco Salmerón López y de Rosalía Alonso García. Su padre era conocido por la convicción de sus ideas liberales y junto a su tío había participado en 1824 en el intento de pronunciamiento liberal de Almería, conocido como Los Coloraos durante la Década Ominosa. Bautizado como Nicolás María del Carmen, su madre falleció al poco de nacer él y de su crianza se encargó su hermana mayor. Fue hermano del también político progresista Francisco Salmerón, dieciséis años mayor, que fue presidente del Congreso de los Diputados y ministro de Ultramar.
Salmerón comenzó los estudios de bachillerato en el Instituto de Enseñanza Secundaria de Almería y hasta 1855 realizó sus estudios de Derecho y Filosofía y Letras en la Universidad de Granada, donde trabó amistad de por vida con Francisco Giner de los Ríos. Terminó sus estudios de Filosofía en Madrid en 1858 recibiendo las enseñanzas de Julián Sanz del Río. Desde bien joven conoció el krausismo, que influyó decisivamente en su vida posterior hasta que evolucionó hacia el positivismo.  
En 1859 fue nombrado profesor auxiliar de filosofía del Instituto San Isidro de Madrid y en 1860, también como auxiliar, obtuvo plaza en la facultad de Filosofía y Letras de la Universidad Central de Madrid, a la que renunció en 1865 para no sustituir a Emilio Castelar. En 1864, tras obtener el doctorado, ganó la cátedra de Historia Universal en la Universidad de Oviedo, aunque jamás ocupó la plaza. Su vida discurrió en Madrid siendo la enseñanza su principal interés y medio de vida. Fue impulsor, junto a José Llanes, del Colegio Internacional (1866), antecedente de la Institución Libre de Enseñanza y en 1867 obtuvo por oposición la cátedra de Filosofía de la Universidad Central de Madrid. 

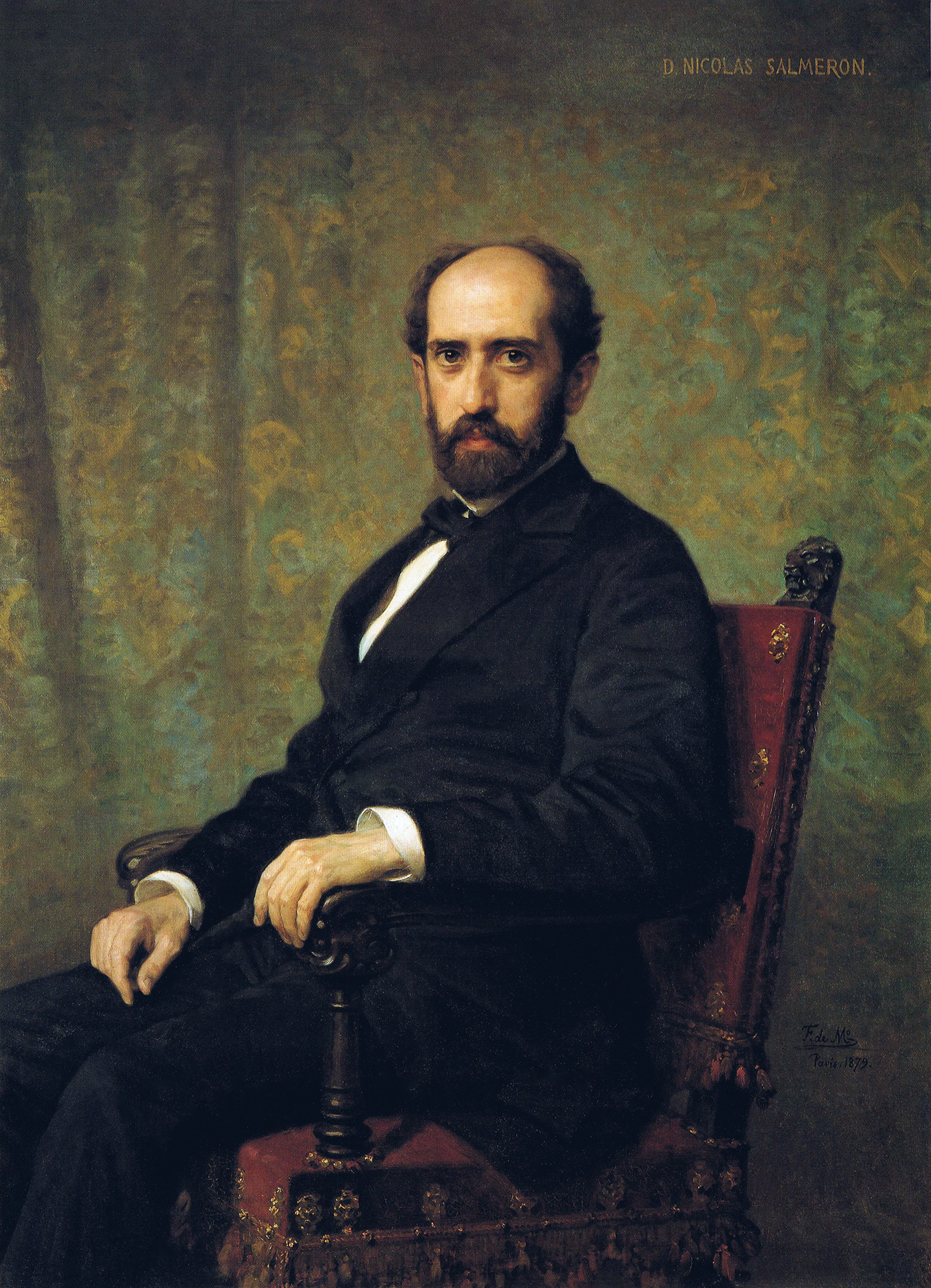
Nicolás Salmerón, por Federico Madrazo. 1879.

Expuso sus ideas democráticas participando en las tertulias del café Universal, así como en debates del Círculo Filosófico de la calle Cañizares. Afiliado al Partido Democrático, publicó diversos artículos políticos en los diarios La Discusión y La Democracia. En junio de 1867, durante la crisis final del reinado de Isabel II, fue detenido y encarcelado cinco meses en la cárcel del Saladero por su participación en conspiraciones junto a Pi y Margall, entre otros. Con la Revolución de 1868 se trasladó desde Alhama nuevamente a Madrid, donde fue repuesto en su profesión de docente y en la cátedra de la que había sido separado a principios de año, y participó en las juntas revolucionarias. 
Desarrolló activamente su carrera política durante el agitado Sexenio Democrático. En las elecciones de 1869 se presentó a diputado por la provincia de Almería, sin éxito. A diferencia de su hermano Francisco Salmerón, Nicolás nunca logró ganar unas elecciones en su provincia natal. Fue partidario del republicanismo moderado participando en la refundación del Partido Democrático en el Partido Republicano Democrático Federal. En 1869 obtuvo la cátedra de Metafísica en la Universidad Central de Madrid. En las elecciones de 1871 es elegido diputado, por lo que accede por primera vez a las Cortes Generales por la provincia de Badajoz. Fue defensor de un modelo unitario frente a la tesis federalistas. Su conocida posición en defensa de la extensión de la democracia lo llevaría a defender en 1871 la legalidad, dentro de la Constitución de 1869, de la Primera Internacional ante los sucesos de la Comuna de París y el derecho de los obreros a asociarse libremente.

lo conveniente, como lo justo, es no proscribir a la sociedad internacional de trabajadores sino ofrecerle el amparo de la Ley
Nicolás Salmerón, discurso del 26-27 de octubre de 1871

Durante el reinado de Amadeo I obtuvo la popularidad entre los republicanos por sus dotes oratorias e intervenciones grandilocuentes y académicas que fueron seña de su identidad. Tras la abdicación de Amadeo I se proclamó en febrero de 1873 la Primera República y Salmerón fue nombrado ministro de Gracia y Justicia del gobierno de Estanislao Figueras y su hermano Francisco Salmerón ministro de Ultramar. En este periodo promovió la abolición de la pena de muerte. Dentro de la inestabilidad política que caracterizó la Primera República, 13 de junio fue elegido presidente de las Cortes Generales. Tras la dimisión de Pi y Margall las Cortes Constituyentes le nombraron Presidente del Poder Ejecutivo de la República el 18 de julio de 1873. De esta manera se convirtió en el tercer presidente, en sólo cinco meses, de la Primera República. Durante su período de gobierno, Nicolás Salmerón tuvo que hacer frente a las tres guerras civiles, la guerra de Cuba, la rebelión cantonal y la tercera guerra carlista bajo el irrealizable lema «imperio de la ley» así como a la más absoluta inestabilidad política.
Al frente del ejército español dispuso a los generales Arsenio Martínez Campos y Manuel Pavía. En la rebelión cantonal los cantones de Sevilla, Valencia y Cádiz cayeron en manos gubernamentales y, aunque las tropas cantonalistas de Cartagena se hicieron con un triunfo al tomar Orihuela, pronto fueron vencidos en Chinchilla y replegaron su avance. El 7 de septiembre, un mes y medio tras su nombramiento, Salmerón presentó la dimisión como Presidente de la Primera República alegando su negativa a firmar las condenas a muerte de unos militares que habían sido juzgados por colaborar con los cantonalistas. Fue elegido presidente del Congreso de los Diputados dos días después de su dimisión. Algunos historiadores como Vicente Palacio Attard apuntaron que su dimisión se debió, además, a un conflicto interno dentro de su partido debido a la oposición de Eduardo Palanca y Pi y Margall a la intervención militar contra el cantón de Málaga frente a la necesidad de restablecer el orden manifestado por el general Pavía, que amenazó con dimitir. Ante la problemática añadida de enfrentarse a Palanca, a Pi y Margall y a Pavía, el presidente habría decidido finalmente dimitir.

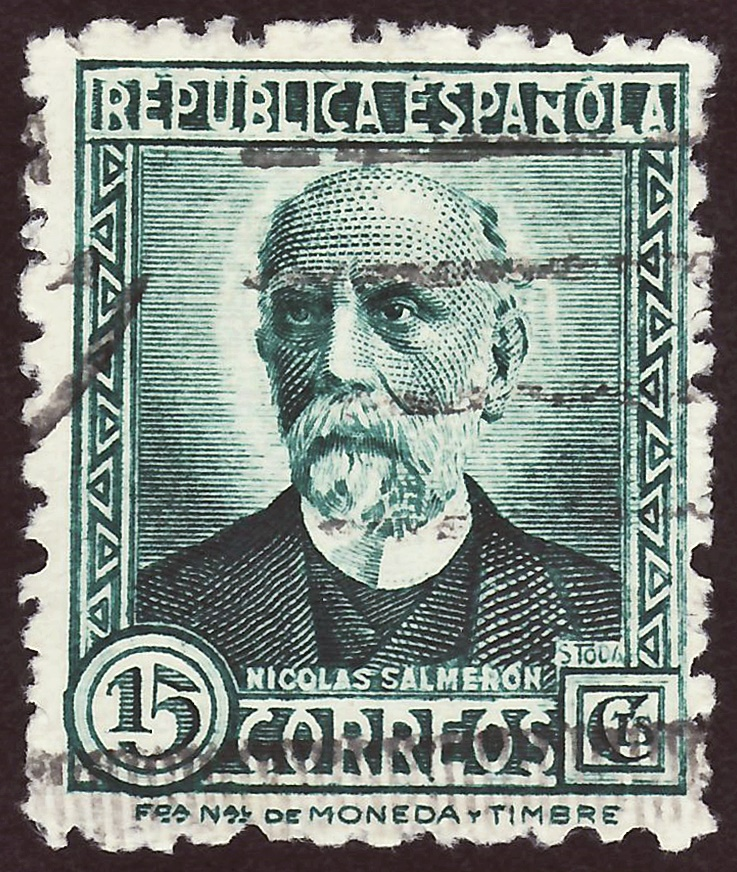
Sello de correos de la Segunda República dedicado a Salmerón

Con el pronunciamiento de Sagunto en 1874 que supuso el fin de la Primera República y la Restauración borbónica Salmerón regresó por un breve periodo a la docencia en su cátedra de Metafísica, hasta ser apartado el 17 de julio de 1875 en un amplio proceso de depuración universitaria durante el gobierno de Cánovas del Castillo que afectó a otros krausistas como Giner y Azcárate. En 1876 la suscripción junto a Manuel Ruiz Zorrilla del manifiesto de fundación del Partido Republicano Progresista supuso un largo exilio de nueve años en París. Durante este tiempo ejerció como abogado y entabló amistad con Clemenceau al tiempo que organizaba tertulias en su domicilio, a las que acudieron Bernardino Machado o Victor Hugo. Tanto Salmerón como sobre todo Ruiz Zorrilla recibieron homenajes como los líderes ausentes en el exilio de los republicanos progresistas españoles. Regresó a Madrid en 1885 tras la amnistía del gobierno liberal de Práxedes Mateo Sagasta y pudo recuperar su cátedra en la Universidad Central. 

Tras doce años fuera del Congreso, su regreso a la política sucedió en las elecciones de 1886 cuando volvieron a conseguir escaño Salmerón, Azcárate y Pi y Margall. En 1886 se distanció de Ruiz Zorrilla para defender, en contra también del resto de republicanos del Congreso, los procedimientos pacíficos ante la sublevación republicana de Villacampa por lo que los seguidores de Salmerón abandonaron el Partido Progresista. En 1887 fundó el Partido Republicano Centralista, con el que concurrió a las elecciones de 1891 obteniendo el acta de diputado por la provincia de Barcelona, más adelante en la coalición Fusión Republicana (1893), siendo parlamentario por Barcelona hasta 1907.

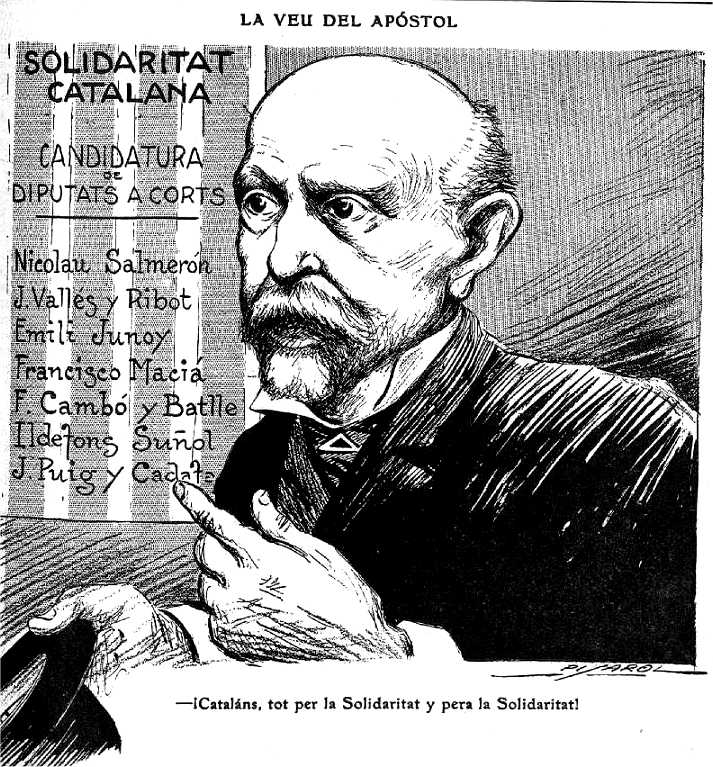
Coalición electoral Solidaridad Catalana presidida por Nicolás Salmerón (1907) en las elecciones generales de 1907

En este tiempo mantuvo una clara vocación política republicana persiguiendo la idea de un partido unitario, postura que le alejaba de los federales y de los radicales. En palabras de Claudio Sánchez Albornoz se convirtió en "la sombra de la República que un día habrá de llegar".  Su incesante actividad lo llevó a dirigir el periódico La Justicia. Diario Republicano (1888-1897) en el que aparecían las propuestas del progresismo liberal y a la fundación del partido Unión Republicana (1903) para reunir a todos los partidos republicanos de España, logrando un notable éxito en las elecciones de 1903, sobre todo en Cataluña. En el 1889 fue el abogado de la defensa en el proceso del crimen de la calle Fuencarral de Madrid. En sus últimos años modificó sus primeras convicciones unitarias por un apoyo al catalanismo moderado, presidiendo con de manera infatigable a sus setenta años la coalición electoral Solidaridad Catalana, que obtuvo un rotundo éxito electoral en las elecciones de 1907 y cuya consecuencia sería el inicio de la crisis del caciquismo y del sistema de turno.
Falleció en la ciudad francesa de Pau el 20 de septiembre de 1908, mientras se encontraba de vacaciones. En 1915 se trasladaron sus restos al monumento funerario levantado en el cementerio civil de Madrid, a la derecha del mausoleo de Francisco Pi y Margall. En su epitafio aparece una glosa realizada por Georges Clemenceau y se recuerda que «dejó el poder por no firmar una sentencia de muerte».

Con Salmerón, el hombre político ha desaparecido; el orador se ha inmortalizado; Salmerón entra por derecho propio a ocupar un puesto en el altísimo Senado que forman en la historia de los pueblos aquellos hombres realmente superiores, realmente excepcionales, que contribuyeron a aumentar el tesoro intelectual del género humano
Recuerdo a Nicolás Salmerón en el discurso de agradecimiento de Eduardo Dato en su elección como presidente de la Cámara del 12-10-1908

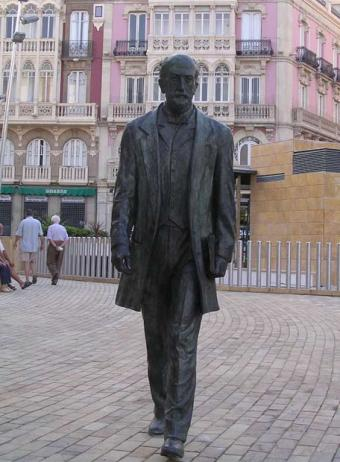
Estatua de Nicolás Salmerón en la plaza de Puerta de Purchena de Almería.

En 2008 se produjo el centenario de la muerte de Salmerón con homenajes del Ateneo de Madrid, la Diputación de Almería, el Ayuntamiento de Alhama y la Universidad de Almería, ante la ausencia de conmemoraciones por parte del Congreso de los Diputados bajo el gobierno de José Luis Rodríguez Zapatero o la Universidad Complutense de Madrid al almeriense que fue Presidente del Poder Ejecutivo de la República.

## Premio Nicolás Salmerón de Derechos Humanos
Desde 2009 se entrega el Premio Nicolás Salmerón de Derechos Humanos, surgido por iniciativa del Ateneo de Madrid. El premio lo organiza la Fundación Internacional de Derechos Humanos y entrega en la sede del Ateneo cada 10 de diciembre, en el aniversario de la aprobación por las Naciones Unidas de la Declaración Universal de los Derechos Humanos. Entre los premiados en las diferentes categorías se encuentran Lula da Silva (2020), José Luis Rodríguez Zapatero (2009), la Casa Sefarad-Israel (2010), Cristina Fernández de Kirchner (2011), El Intermedio y El Gran Wyoming (2012), Jesús Caldera (2012), Jordi Évole (2013), Pedro González Zerolo y Marcos Ana (2014).